# Vincent Treu
 (mars 2013).
Si vous disposez d'ouvrages ou d'articles de référence ou si vous connaissez des sites web de qualité traitant du thème abordé ici, merci de compléter l'article en donnant les références utiles à sa vérifiabilité et en les liant à la section « Notes et références ».
Vincent Treu (né le 25 février 1965) est un sculpteur français.

## Biographie
Vincent Treu naît à Sissonne en 1965.
Il crée des sculptures monumentales, composées de tubes de métal soudés, éventuellement courbes.

## Expositions
- 1992 : parc de l'hôtel de ville, Bourbonne-les-Bains, France
- 1994 : parc de la préfecture, Troyes, France
- 1995 : parc du château Alnot, Trith-Saint-Léger, France
- 1997 : musée Rimbaud, Charleville-Mézières, France
- 1997 : école supérieure d'arts appliqués, Troyes, France
- 1998 : AFPA, Rethel, France
- 1999 : école supérieure d'arts appliqués, Troyes, France
- 2000 : bibliothèque municipale, Rethel, France
- 2001 : foire européenne d'art contemporain, Metz, France
- 2001 : foire d'art contemporain, Nancy, France
- 2002 : fondation Henri-Lannoye, Bornem, Belgique
- 2004 : galerie Vedovi, Bruxelles, Belgique
- 2010 : esplanade, La Défense, France
- 2011 : «Les Monumentales» Parc de la Patte d’Oie, Reims. Espace Fonderies Saint-Joseph, Couvin, Belgique.